# Superleague Formula

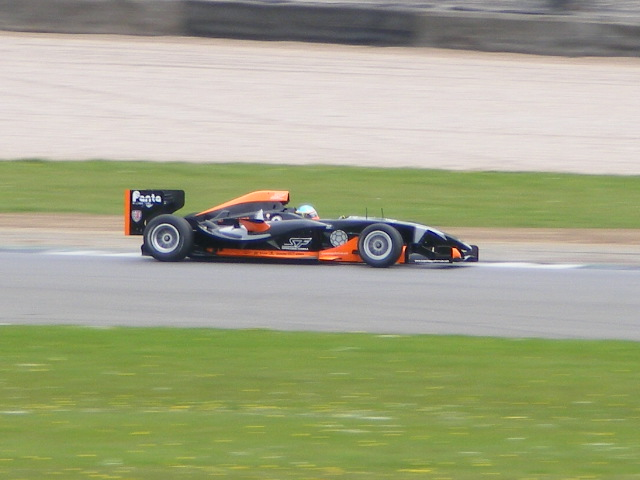
Demonstration eines Superleague Formula Rennwagens auf dem Donington Park Circuit

Die Superleague Formula war eine Rennserie, die ursprünglich daraus bestand, dass erfolgreiche Fußballvereine mit eigenen Formelrennwagen Rennen austragen. Die Autos waren im Trikot-Look des jeweiligen Vereins lackiert. Das erste Rennen fand Ende August 2008 in Donington (England) und das letzte Rennen Juli 2011 in Zolder (Belgien) statt.
Im Jahr 2011 entfernte man sich von der ursprünglichen Idee, da mehr als die Hälfte der Teams nicht unmittelbar mit einem Fußballclub verbunden waren. 
Am Ende wurden 7 der 9 im Dezember 2010 geplanten Rennen abgesagt, und die Saison nach dem zweiten Rennen im Juli 2011 in Zolder (Belgien) vorzeitig beendet. Die Serie wurde danach nicht wieder gestartet.

## Teams
- AC Mailand (Italien)
- AS Rom (Italien)
- Atlético Madrid (Spanien)
- FC Basel (Schweiz)
- FC Porto (Portugal)
- FC Sevilla (Spanien)
- Flamengo Rio de Janeiro (Brasilien)
- Galatasaray Istanbul (Türkei)
- FC Liverpool (England)
- Olympiakos Piräus (Griechenland)
- PSV Eindhoven (Niederlande)
- Glasgow Rangers (Schottland)
- RSC Anderlecht (Belgien)
- Corinthians São Paulo (Brasilien)
- Tottenham Hotspur (England)
- Olympique Lyon (Frankreich)
- Sporting Clube de Portugal (Portugal)

### Neu ab 2010
- Girondins Bordeaux (Frankreich)

### Ehemalige Teams
- Al Ain Club (Vereinigte Arabische Emirate, 2008–2009)
- Beijing Guoan (China, 2008)
- Borussia Dortmund (Deutschland, 2008)
- FC Midtjylland (Dänemark, 2009)

## Technisches Reglement
Gefahren wird in der Superleague mit einem Einheitsauto und Einheitsreifen. Die von Élan Motorsport Technologies entwickelten und Panoz DP09 genannten Chassis wiegen etwa 750 kg und sind mit einem Hewland-Sechsganggetriebe ausgestattet. Der Panoz wird von einem V12-Motor mit 4,2 l Hubraum angetrieben. Entwickelt wurde der Motor von Menard Competition Technologies in Großbritannien. Dieser entwickelt etwa 550 kW und 510 Nm. Die Reifen stammen von Michelin.
Seit dem zweiten Lauf 2008 auf dem Nürburgring verfügen die Fahrzeuge auch über einen Push-to-pass-button (PTP). Dieser erlaubt es für mindestens 15 Sekunden die Maximaldrehzahl von 11.000/min auf 12.000/min zu erhöhen. Fällt die Drehzahl aber nach den 15 Sekunden unter 9000/min, so endet die PTP-Phase. Dieses System darf nur insgesamt achtmal für insgesamt 120 Sekunden während der beiden Rennen eingesetzt werden.

## Meister
| Jahr | Verein/Nationalmannschaft (Fahrer) |
| ---- | ---------------------------------- |
| 2008 | Beijing Guoan (Davide Rigon)       |
| 2009 | FC Liverpool (Adrián Vallés)       |
| 2010 | RSC Anderlecht (Davide Rigon)      |
| 2011 | Team Australien (John Martin)      |